# Simon Simoni
Simon Simoni (Lezhë, 14 de julio de 2004) es un futbolista albanés que juega como portero en el 1. F. C. Kaiserslautern de la 2. Bundesliga.

## Estadísticas

### Clubes
Actualizado al último partido disputado el 2 de octubre de 2022.
| Club                           | Div.          | Temporada     | Liga  | Liga  | Copas nacionales | Copas nacionales | Copas internacionales | Copas internacionales | Total | Total |
| Club                           | Div.          | Temporada     | Part. | Goles | Part.            | Goles            | Part.                 | Goles                 | Part. | Goles |
| ------------------------------ | ------------- | ------------- | ----- | ----- | ---------------- | ---------------- | --------------------- | --------------------- | ----- | ----- |
| F. K. Shënkolli · Albania      | 2.ª           | 2018-19       | 1     | 0     | 0                | 0                | —                     | —                     | 1     | 0     |
| F. K. Shënkolli · Albania      | 2.ª           | 2019-20       | 2     | 13    | 0                | 0                | —                     | —                     | 2     | 13    |
| F. K. Shënkolli · Albania      | 3.ª           | 2020-21       | 1     | 0     | 0                | 0                | —                     | —                     | 1     | 0     |
| F. K. Shënkolli · Albania      | Total club    | Total club    | 4     | 13    | 0                | 0                | 0                     | 0                     | 4     | 13    |
| F. K. Dinamo Tirana · Albania  | 1.ª           | 2021-22       | 16    | 16    | 2                | 2                | —                     | —                     | 18    | 18    |
| F. K. Dinamo Tirana · Albania  | 2.ª           | 2022-23       | 4     | 1     | 0                | 0                | —                     | —                     | 4     | 1     |
| F. K. Dinamo Tirana · Albania  | Total club    | Total club    | 20    | 17    | 2                | 2                | 0                     | 0                     | 22    | 19    |
| Eintracht Fráncfort · Alemania | 1.ª           | 2022-23       | 0     | 0     | 0                | 0                | 0                     | 0                     | 0     | 0     |
| Eintracht Fráncfort · Alemania | Total club    | Total club    | 0     | 0     | 0                | 0                | 0                     | 0                     | 0     | 0     |
| Total carrera                  | Total carrera | Total carrera | 24    | 30    | 2                | 2                | 0                     | 0                     | 26    | 32    |